# Eugène-Napoléon Bey
Pour les articles homonymes, voir Bey.
Eugène-Napoléon Bey, né à Corbeil le 11 juin 1897 et mort à Paris (13e arrondissement) le 4 juillet 1978, est un syndicaliste et militant d'extrême droite français.

## Biographie
Eugène-Napoléon est le fils de Philippe-Marin Bey, meunier à Corbeil.
Après la Première Guerre mondiale, à laquelle il a participé, Eugène-Napoléon Bey travaille comme domestique ou concierge à Paris.
En mars 1923, il y épouse Yvonne-Isabelle-Betsy de Wogan, petite-fille de l'aventurier et écrivain Émile de Wogan.
Il adhère à une organisation professionnelle fondée en 1922, l'Union libre pour le bien-être des gens de maison, dont il rédige le périodique, L'Escalier de service. En mars 1924, il prend le contrôle de cette association aux côtés de J.-E. Lavigne en évinçant les anciens dirigeants jugés trop modérés,. Sous la direction des « camarades Bey et Lavigne », qui font exclure les opposants aux nouvelles « tendances révolutionnaires » de l'organisation, l'Union des gens de maison s'oriente nettement à gauche par son opposition au Bloc national et par le soutien des communistes à ses revendications sociales. En décembre 1924, c'est d'ailleurs le groupe communiste du Parlement qui relaie directement les doléances de l'association en proposant de remplacer officiellement le terme « domestique » par celui d'« employé de maison », d'abroger un paragraphe de la loi du 5 avril 1884 qui rendait les domestiques inéligibles au conseil municipal, et, enfin, d'accorder à ces employés les mêmes droits sociaux qu'aux autres salariés. En 1925, Bey représente l'Union au congrès des ouvriers de la région parisienne et promet le concours des gens de maison « dans la lutte contre la bourgeoisie aux côtés des ouvriers et paysans, leurs frères de classe ».
En 1926, dénonçant un manque de démocratie au sein de l'association, une grande partie des adhérents de l'Union décide de fonder le Syndicat général des employés de maisons bourgeoises. Cette scission, qui provoque une bagarre au mois de décembre, culminera dix ans plus tard, quand le « syndicat Napoléon », qui se veut indépendant, sera vivement critiqué par ses concurrents cégétistes. En attendant, elle marque une rupture aussi bien syndicale qu'idéologique entre Bey et ses collègues et ex-camarades communistes.
Au mois de février de cette même année 1926, Bey s'est en effet lancé en politique. Président d'un « comité indépendant des intérêts locaux du quartier de la Maison-Blanche », il a pris la défense de locataires pauvres de la rue de la Fontaine-à-Mulard menacés d'expulsion puis s'est présenté comme « républicain indépendant » ou « socialiste indépendant » lors de l'élection municipale partielle organisée dans ce quartier à la suite du décès du conseiller municipal Henri Rousselle. Avec seulement 480 voix au premier tour et 231 au second, Bey est arrivé loin derrière le communiste Louis Gélis (élu avec 4.309 voix) et trois autres candidats. Malgré cet échec, il se représente dans le même quartier lors des législatives de 1928. Investi par les radicaux et radicaux-socialistes unionistes, il n'obtient que 203 voix, très loin derrière le député communiste sortant, Alexandre Piquemal. Lors des législatives de 1932, il se présente dans le quartier des Ternes, où il réside, en se déclarant « candidat de défense sociale ». Avec 210 suffrages, il est très largement devancé par le député sortant, Georges Scapini, réélu dès le premier tour avec près de 10.000 voix, et par cinq autres candidats.

### Parti national prolétarien

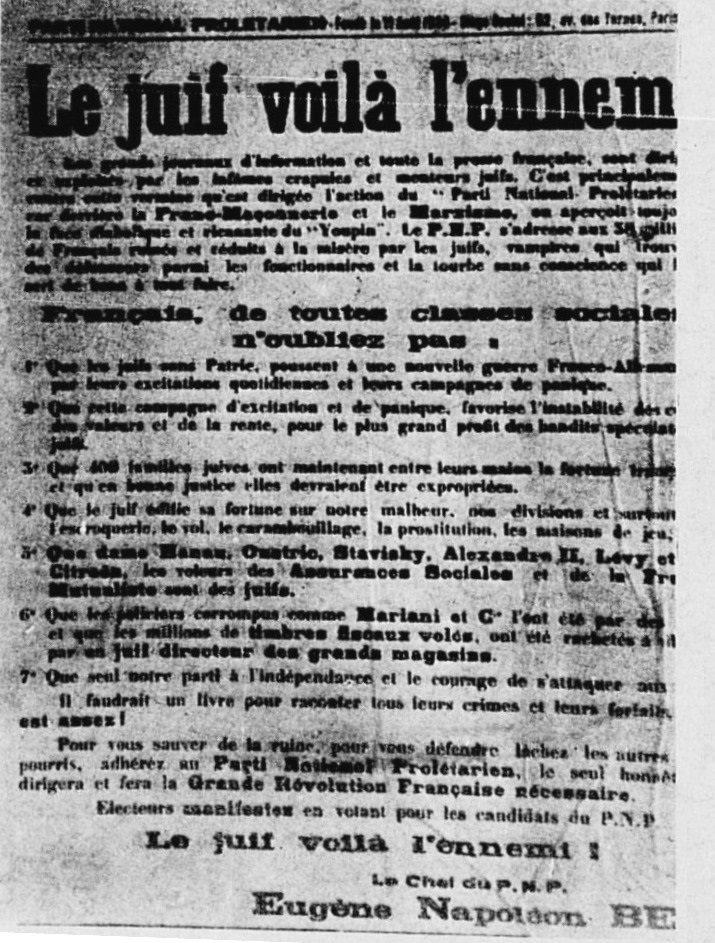
Affiche antisémite du PNP en 1935.

Au terme d'une évolution politique qui l'a porté de la gauche (il a fait partie de l'ARAC, organisation proche des communistes, avant de fonder sa propre association, l'Union nationale indépendante des combattants, en 1930) au centre (en tant que candidat radical unioniste en 1928) puis à la droite (en tant que candidat de « défense sociale » en 1932), Napoléon Bey achève son basculement idéologique à l'extrême droite vers 1933.
Au cours de l'année suivante, marquée par les événements du 6 février 1934, Bey fonde le Parti national prolétarien (PNP), une formation politique prônant le rapprochement avec l'Allemagne et ouvertement influencée par le national-socialisme hitlérien. L'organe officiel de ce groupuscule est Le Gant d'acier, une feuille mensuelle ronéotypée créée par Bey quelques années auparavant (pour servir de support à une association patriotique homonyme) et comportant également les signatures de J.-E. Lavigne, acolyte de Bey à l'Union libre des gens de maison, et de Pierre Gardie. Le 9 décembre, lors d'une réunion à la salle Pleyel, les partisans du PNP, peu nombreux, saluent leur chef aux cris de « Vive Hitler ! » et « À bas les juifs ».
Affichant sans vergogne son antisémitisme virulent (en déclarant notamment que « derrière la franc-maçonnerie et le marxisme, on aperçoit toujours la face diabolique et ricanante du youpin » et comparant les juifs à des « vampires »), le PNP de Bey présente un candidat sous l'étiquette d'« antijuif » en octobre 1935 dans le quartier de la Muette à l'occasion d'une élection municipale partielle provoquée par la mort du conseiller sortant Fortuné d'Andigné. Face à cette violente campagne raciste menée également par deux autres agitateurs antisémites, Jean Boissel et Clément Serpeille de Gobineau, un « comité d'entente des associations d'anciens combattants et volontaires juifs de France » réplique en révélant les liens des trois hommes avec l'Allemagne nazie. Il souligne notamment que, dans son édition du 16 septembre 1933, l'Angriff de Goebbels a salué la participation de Bey au congrès du parti nazi à Nuremberg. Le candidat du PNP, Stoppani, n'obtient finalement que 13 voix.
En 1939, peu de temps avant l'entrée en guerre de la France contre l'Allemagne, deux militants d'extrême droite, Roger Cazy et Raymond Geckisch, sont arrêtés dans le Nord du pays pour avoir diffusé la propagande pro-nazie du Deutscher Fichte-Bund. L'enquête révèle que Geckisch, membre du PPF de Doriot, avait été chargé par Bey de noyauter ce parti au profit du PNP et de l'influence hitlérienne en France.